# سیارک ۱۴۱۷۴
سیارک ۱۴۱۷۴ (به انگلیسی: 14174 Deborahsmall، نامگذاری:1998VO13) چهارده هزار و صد و هفتاد و چهارمین سیارک کشف شده‌است که در ۱۰ نوامبر ۱۹۹۸ کشف شد.
قدر مطلق سیارک برابر ۱۸.۶ است.